# Henri Meunier

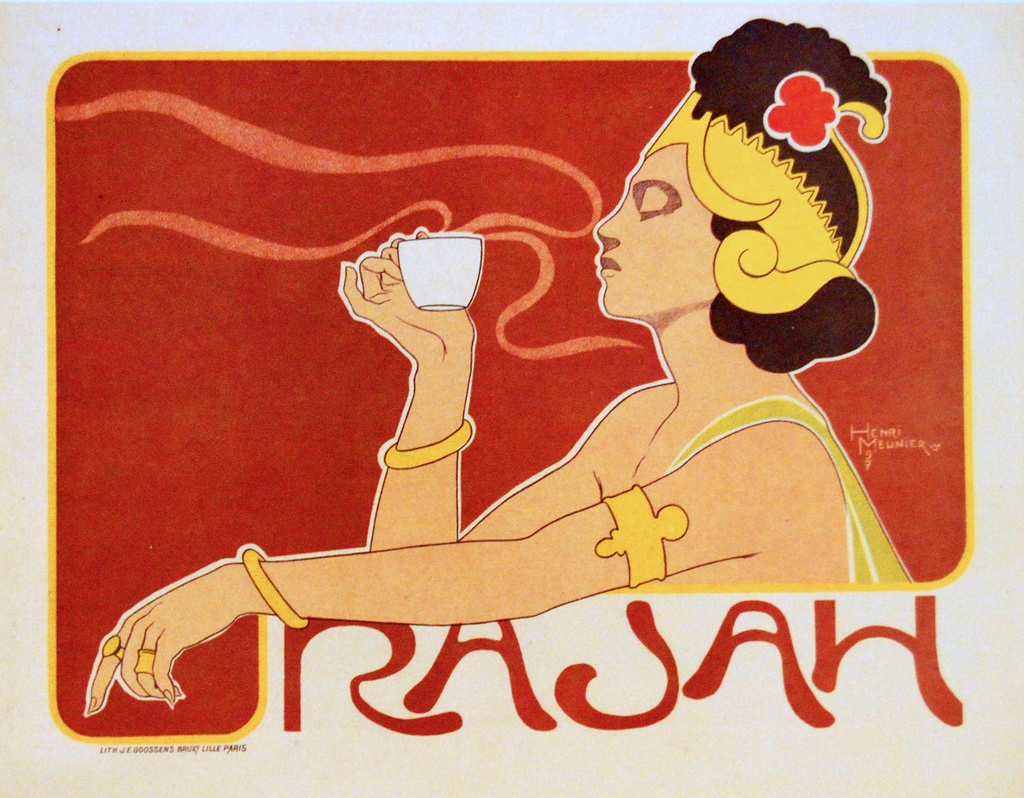
Kaffee Rajah (1897)

Henri Georges Jean Isidore Meunier (* 25. Juli 1873 in Ixelles/Elsene; † 8. September 1922 in Etterbeek) war ein belgischer Maler, Grafiker, Illustrator und Plakatkünstler, vom Jugendstil beeinflusst. Er war auch als Marcus Henry Miller bekannt.
Henri Meunier war Neffe des Malers Constantin Meunier.
Den ersten Kunstunterricht erhielt Henri Meunier in der Gravurwerkstatt seines Vaters. Danach studierte er an der Schule für angewandte Kunst in Ixelles, wo sein Vater Naturzeichnen unterrichtete.
Meuniers Schaffen war vom Jugendstil und japanischer Kunst beeinflusst, mied aber die verschnörkelten Blumenmotive, zeigte eine Neigung zum Monumentalismus. Seit 1895 schuf er Plakate, entwarf Buchumschläge, Briefmarken und Spielkarten. Auf der Kunstausstellung in Limoges erhielt er eine Goldmedaille. Er beschäftigte sich auch mit der Lithografie und der Radierung.
Im Jahr 1916 schuf er eine Reihe von Radierungen mit der Darstellung der Schlacht in den Ardennen 1914.